# 1980年夏季奥林匹克运动会秘鲁代表团
1980年夏季奥林匹克运动会秘鲁代表团是秘鲁派出的1980年夏季奥林匹克运动会代表团。